# Витяри
Витяри — бессточное озеро на территории Ведлозерского сельского поселения Пряжинского района Республики Карелия.

## Общие сведения
Площадь озера — 1,2 км². Располагается на высоте 156,2 метров над уровнем моря.
Форма озера лопастная, продолговатая: немного вытянуто с северо-запада на юго-восток. Берега сильно изрезанные, каменисто-песчаные.
Озеро поверхностных стоков не имеет, однако относится к бассейну реки Вухтанеги, впадающей в Ведлозеро.
В озере более десятка безымянных островов различной площади, однако их количество может варьироваться в зависимости от уровня воды.
С востока от озера располагается деревня Щеккила, через которую проходит трасса Р21 («Сортавала»).
Код объекта в государственном водном реестре — 01040300211102000014435.